# Jaime Azpilicueta
Jaime Azpilicueta (San Sebastián, 1941) é um diretor de teatro espanhol.
Em 20 de janeiro de 2017 o Cabildo de Tenerife lhe nomeou "filho adotivo da ilha de Tenerife". Em fevereiro do mesmo ano, recebeu o prêmio de Honra da Asociación de Directores de Escena de España.